# Köpenhamns vallar

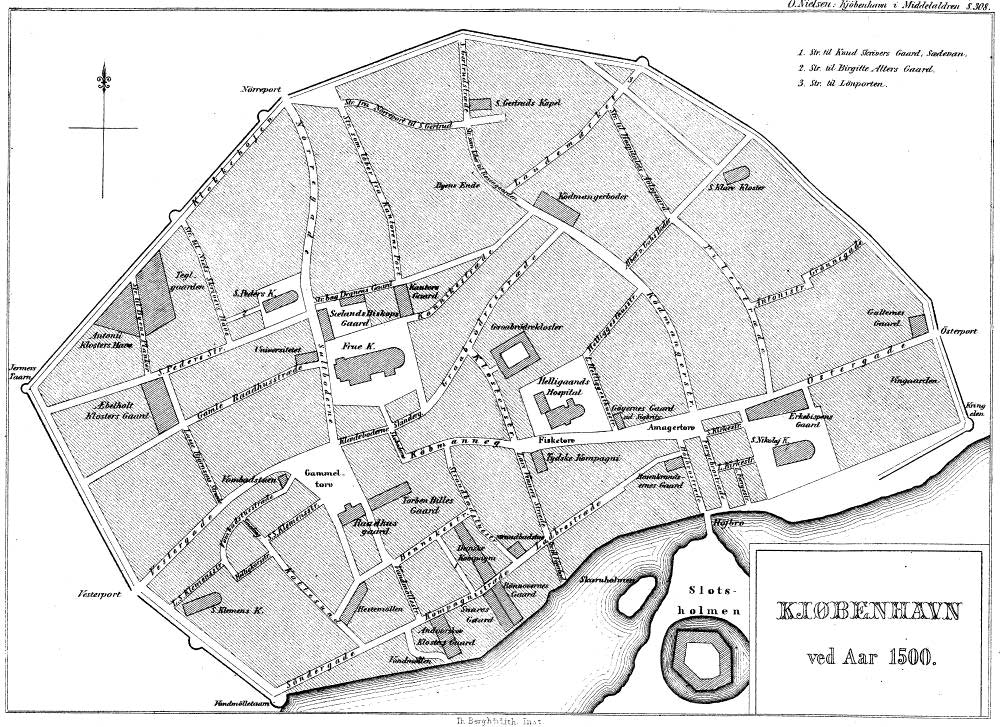
Köpenhamns medeltidsmur från 1500.

Köpenhamns vallar omgav Köpenhamn från medeltiden, tills de blev nedlagda på 1850-talet. Vallarna byggdes som försvarsverk mot belägrande härar. Efter utvecklingen av effektiva kanoner var vallarnas försvarsmässiga värde tvivelaktigt, då fienden kunde slå läger utanför vallarna och bombardera staden. Detta skedde bland annat under Köpenhamns bombardemang 1807. För att tillmötesgå detta blev Köpenhamns befästning byggd från 1880-talet som en försvarsring med större avstånd till centrala Köpenhamn.

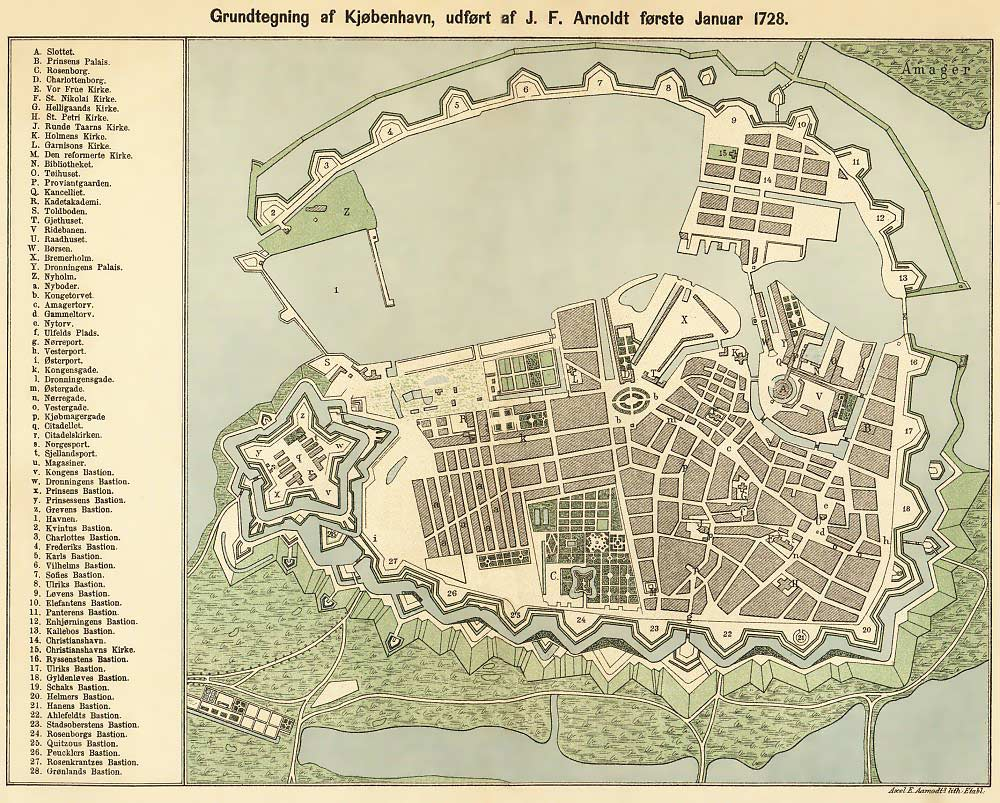
Köpenhamn 1728 med fullt utbyggda vallar.

## Historik
De första vallarna i Köpenhamn byggdes redan på Absalons tid. Till att börja med var de jordvallar, senare utbyggda med stenmurar. Kung Kristian IV påbörjade 1596 en större utbyggnad av staden och dess vallar österut till Kastellet, som byggdes till en kraftig befästning 1662–1664 under Fredrik III. Under Kristian IV anlades också stadsdelen Christianshavn i söder, och även dess vallar byggdes ut under efterföljande kungar.
Efter att vallarna lades ned i mitten av 1800-talet återstår mindre partier. De mest markanta resterna är Kastellet norr om Frederiksstaden och Stadsgraven mellan Christianshavn och Amager. Rester av området omedelbart framför vallarna kan likaledes ses i Østre Anlæg, Botanisk Have, Ørstedsparken och i Tivolisøen på Tivoli. 